# ФК АФК Ада
ФК АФК Ада је фудбалски клуб из Аде, Србија, и тренутно се такмичи у Војвођанској лиги „Исток“, четвртом такмичарском нивоу српског фудбала. Клуб је основан 1912. године.

## Историја
Фудбалски клуб из Аде први пут дошао је до четвртог фудбалског ранга (Јединтсвена лига Суботичког подсавеза) 1963. године, и у дебитантској сезони заузели су седмо место од 16 конкурената. Други пут у четври ранг (Бачка лига) клуб наступа од сезоне 1968/69. Најбољи резултат клуб је остварио у сезони 1986/87. када су заузели друго место Бачке лиге, два бода мање од првопласираног Текстилца из Оџака. У Војвођанску лигу "запад" (четврти ранг) АФК се враћа у лето 1997. године и у њој се такмичи наредне три сезоне када као последњепласирани тим испада у Подручну лигу Суботица. То ће бити и последње такмичење ађана у четвртом рангу.

## Успеси
- Бачка лига
Другопласиран: 1986/87.
Трећепласиран: 1970/71; 1983/84.